# 扑家工作室
上海欧皇网络科技有限公司，商業名稱扑家工作室，是一家總部位於中華人民共和國上海市普陀区鸿运大厦的電子遊戲發行商和開發商。

## 歷史
扑家工作室前身是2010年成立的扑家汉化组，谭灯洲出於想讓自己喜歡的遊戲讓更多人知曉而組建漢化組，主要漢化休閒單機遊戲。扑家汉化组的名字「扑家」源於粵語的「扑街」的諧音，同時扑家的「扑」也源於谭灯洲的網名「Pluto」，「家」代表「家庭」之意，象征團隊的團結。漢化組時期，團隊的運作靠創始人谭灯洲的個人資金維持營運，漢化組的官網也沒有廣告。扑家曾與当乐网合作，盜版日本開發的遊戲，將遊戲內廣告替換為中文廣告獲利，2015年8月就有日本開發者如Halcyon System曝光扑家的盜版行為。2015年12月3日，谭灯洲註冊成立上海欧皇网络科技有限公司。除了漢化破解遊戲，團隊也接手正版遊戲的本地化業務。2017年7月，扑家和中國大陸國內一家發行商合作，達成超過50款遊戲的本地化合作專案，兩個月後雙方完成第一輪交易，不久警察上門取證，扑家被該發行商起訴侵權，賠款120萬人民幣。事後扑家將官網上所有盜版下載內容刪除，轉為專注中國大陸海外遊戲的正規代理和本地化業務。
轉型初期扑家尋找合作的遊戲開發者十分困難，開發者通常會因為扑家過去的盜版歷史拒絕合作，第一款營運的遊戲《武器投掷RPG2》花費了半年時間進行溝通。由於代理業務展開困難，扑家資金嚴重短期，一度有解散危機。直到扑家以免費提供服務不收分成的方式獲得日本遊戲《我在7年后等着你》的發行權，遊戲在日本地區只有七到八千的用戶，在本地化於TapTap發佈首日就有四十萬下載量，經此一事扑家作為發行商引起了一些開發者的關注，加上遊戲開發者fumi摘文分享自己的經歷，扑家的形象也得到改善，隨後就有開發者慕名前來尋求合作。到2019年8月，扑家已經代理發行100多款遊戲。在同年一次訪問中谭灯洲表示扑家的定位是「发行轻度、简单的单机手游，发行我们喜欢的游戏，不考虑商业化问题」，在公司發展穩定後考慮自行開發遊戲。除了國內代理業務，扑家也已經嘗試海外發行業務，在日本發行了一些中國大陸開發的遊戲。扑家代理的遊戲大部分都沒有獲得国家新闻出版署批出的遊戲版號，2020年蘋果公司整治App Store上無版號的遊戲，扑家受到影响在App Store中國大陸區上百款無版號遊戲取消內購，改為免費廣告模式。
2022年1月11日，扑家首次公佈自研遊戲《幻想之都的黑猫》的消息。

## 外部連結
- 扑家工作室的新浪微博